# Concetto Focaccetti
Concetto Focaccetti (San Ginesio, 25 marzo 1917 – Regno di Montenegro, 7 ottobre 1943) è stato un militare italiano.

## Biografia
Concetto Focaccetti nacque a San Ginesio il 25 marzo 1917, da Luigi Focaccetti e Maria Lorenzani. Parente al vescovo Concetto Focaccetti e all'ex sindaco di San Ginesio, Carlo Focaccetti, educato nella scuola salesiana, si diresse a Roma dove frequentò il Regio Liceo Ginnasio Tasso, diplomandosi nel 1936. Appassionato della medicina veterinaria, frequentò il corso all'università di Bologna, laureandosi il 12 giugno 1940, per poi essere ammesso come allievo ufficiale nel Regio Esercito, dove studiò per diventare veterinario militare alla Scuola di Applicazioni di Cavalleria di Pinerolo. Dopo aver ottenuto alcune promozioni di grado, allievo ufficiale di complemento (15 maggio 1941) e sottotenente di complemento (15 luglio 1941), venne trasferito al deposito del 32º Reggimento Artiglieria Divisione Fanteria "Marche" e poi, il 4 gennaio 1942, alla 4ª Infermeria Quadrupedi. Il 6 gennaio raggiunse Bari dove venne inquadrato nel 4º Reggimento alpini battaglione "Ivrea".

### L'arrivo nei Balcani e la morte
Il 26 marzo 1943 raggiunse il reparto operante nei Balcani, ma con l'armistizio di Cassabile, che causò lo smarrimento delle truppe, si scontrò con le truppe SS naziste nella zona ai confini del Regno di Montenegro e l'Erzegovina, scese per conquistare i territori sotto il dominio italiano. In una lettera scritta alla mamma del 14 agosto, Concetto espresse la situazione sentimentale delle truppe, facendo emergere allo stesso tempo il patriottismo e l'amore per il corpo degli alpini. La lettera dice:
Perciò devi essere molto tranquilla per me. In qualunque evenienza saprò fare il mio dovere d’Italiano senza incertezze e senza recriminazioni. Non ci resta che guardare con serenità ai doveri dell’ora. Si tratta di salvare l’Italia, le sue istituzioni, il suo avvenire. Il passato è…passato. Si tratta di affrontare la realtà con fermezza e sono certo che riusciremo a cavarcela con onore e a salvare almeno l’essenziale se non si potrà ottenere una risultato completo.
Spero che a San Ginesio il cambiamento di governo non abbia causato niente di sensazionale e che la vita si svolge calma e tranquilla come sempre.
Qui la nostra vita si svolge abbastanza bene… Tanti baci. Benedicimi. Concetto»
(Concetto Focaccetti)
Accerchiato, dopo vario tempo di combattimento venne catturato, fatto prigioniero e fucilato il 7 ottobre, dopo essersi rifiutato di rispondere all'interrogatorio che i tedeschi gli fecero. Secondo il notiziario prigionieri, non si avevano più sue notizie dal mese di settembre. Dopo varie ricerche, i resti vennero portati a San Ginesio nel 1955 e seppelliti nel cimitero. La medaglia d'argento, il documento originale e alcuni dei suoi oggetti, come la pipa e una mostrina della divisa, sono conservati nella sede degli Alpini del Comune.